# Carnus hemapterus
A Carnus hemapterus a rovarok (Insecta) osztályába, a kétszárnyúak (Diptera) rendjébe és a Carnidae családba tartozó, sötét színű, kis testű  légyfaj. A Carnidae család lárvái szaprofágok, tehát különféle holt szerves anyagokban fejlődnek, az imágók pedig többnyire dögön, trágyán, vagy ernyősvirágzatúak (Umbelliferae) virágain táplálkoznak.
A Carnus génusz fajai azonban madárfiókák vérszívói, ektoparaziták. A Carnus hemapterus (nincs magyar neve), az egyetlen hazai faj. E légy mintegy 1,5 mm hosszú, és az északi hideg és mérsékelt égövben széles körben elterjedt. Elsősorban a verébnél nagyobb, fészeklakó madarak fészkeiben él. Gyakori például a gyöngybagoly, vörös vércse, gyurgyalag és seregély fészkeiben, de soha nem él földön fészkelő fajok fiókáin. A nőstények lárvákat szülnek, melyek a fészekanyagban élnek és valószínűleg bomló szerves anyagokkal táplálkoznak. A bábok áttelelnek, majd a tavasszal kikelő legyek fiókás madárfészkeket keresnek. A csupasz madárfiókákon élnek, főként a fiókák testhajlataiban (pl. hóna alatt és combja tövén) rejtőznek, fény elől futva menekülnek a testfelületen újabb sötét zugokat keresve. A fészekaljon belül a nagyobb testű fiókákat preferálják. A fiókákon a kifejlett legyek szárnyas és szárny-nélküli alakjai is gyűjthetők, ez utóbbiak jóval gyakoribbak. A szárnyatlan példányokon látható a szárny töve, de a szárny nagy része letörött (amint a fenti képen is látható). A fiókák kitollasodásakor a legyek eltűnnek, a fészekanyagban rejtett bábok inaktív állapotban várják a következő költési időpontot.
A Carnus hemapterus fertőzés rendszerint nem okozza a madárfiókák súlyos, mérhető mértékű károsodását. A gyöngybagoly tojók mégis a hasuk pettyezettségével jelzik a Carnus-fertőzöttséggel szembeni genetikai rezisztenciájukat, a pettyesebb tojók fiókái ellenállóbbak. A fogékonyabb fiókákon táplálkozó Carnus legyek termékenyebbek, mint az ellenálló fiókákon táplálkozók. A hímek párválasztáskor a pettyesebb tojókat preferálják.
A kotló madarak Carnus hemapterus fertőzése a kotlott tojások héján jól látható sötét pöttyöket okoz, ezeket minden bizonnyal a legyek vérrel szennyezett ürüléke okozza. A szennyezés hatására nő a tojáshéj baktérium flórájának mennyisége és diverzitása, ami növeli az embrió elhalásának (a tojás bezápulásának) esélyét.

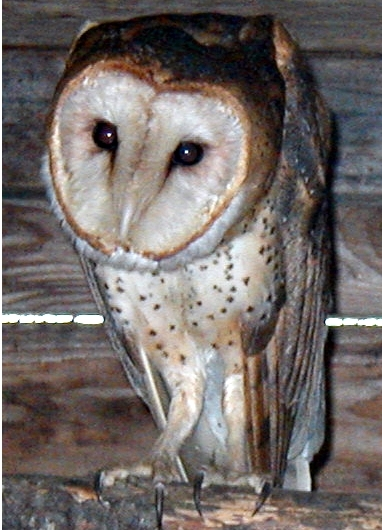
Erősen pettyes has.
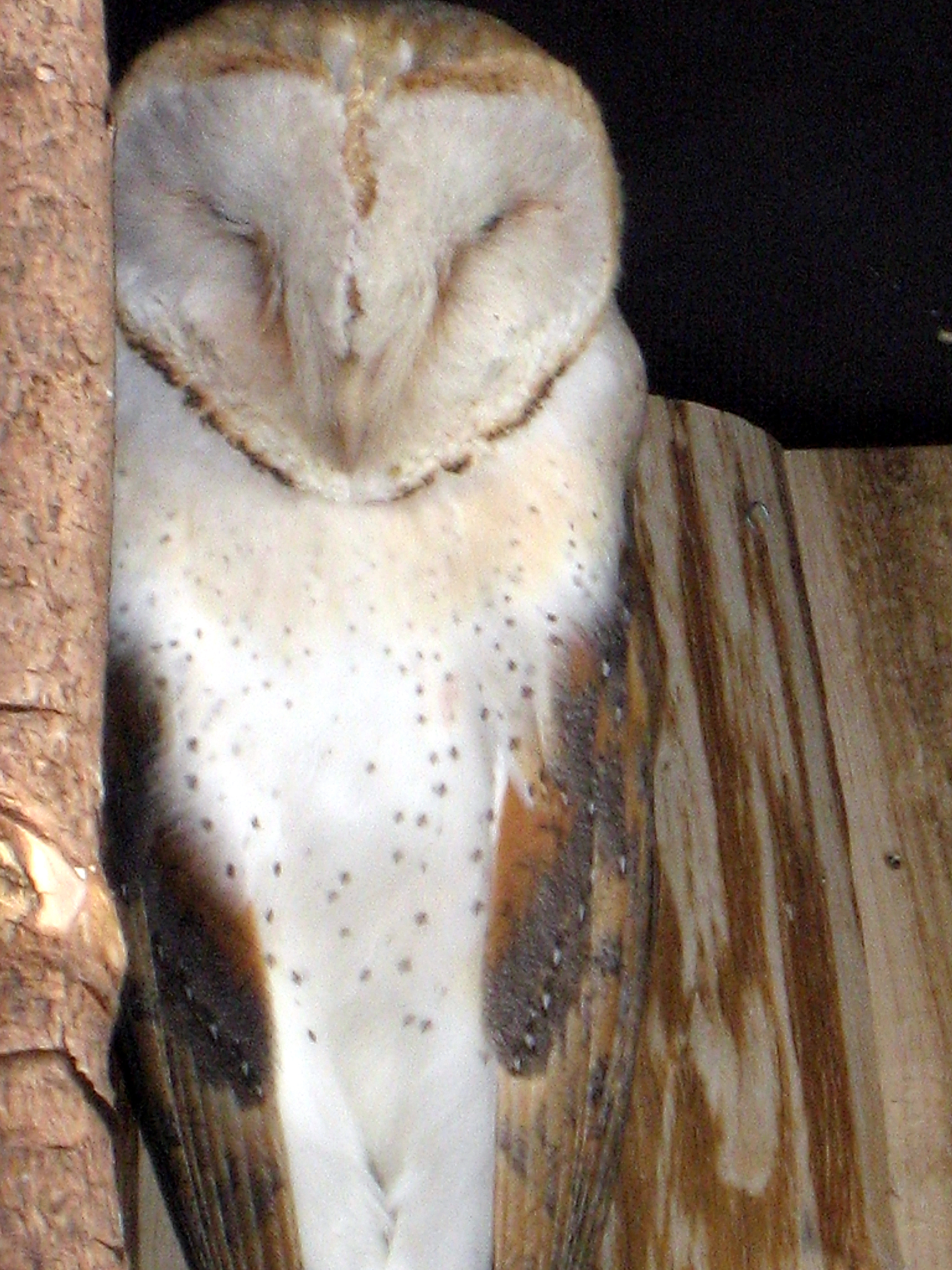
Közepesen pettyes.
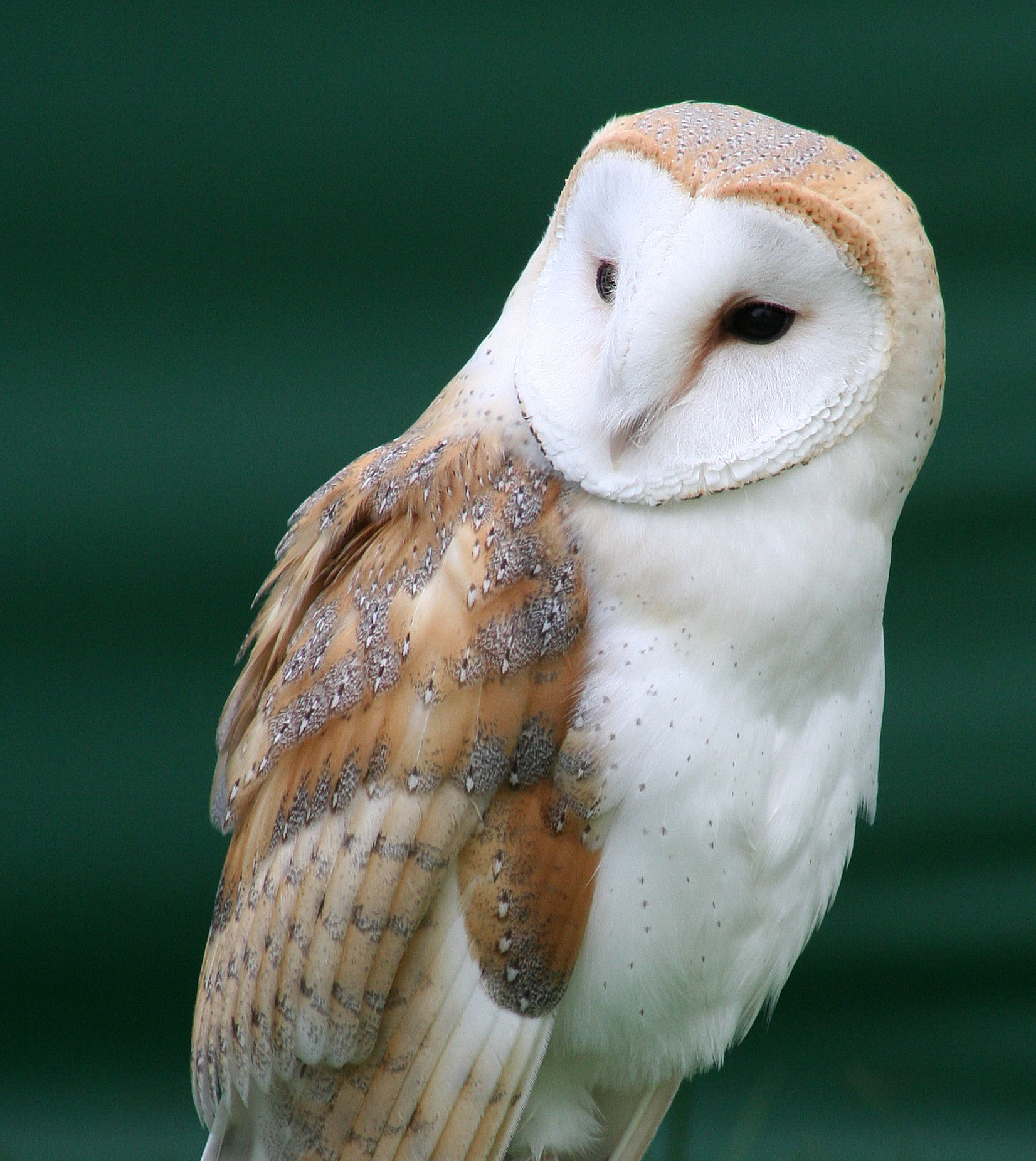
Gyengén pettyes has.